# ثالدويندو دي ألافا
بلدية ثالدويندو دي ألافا (بالإسبانية: Zalduendo de Álava) هي بلدية تقع في مقاطعة ألافا التابعة لإقليم الباسك شمال إسبانيا.

## الديموغرافيا
يبلغ عدد سكان بلدية ثالدويندو دي ألافا 197 نسمة عام 2011 (وفقاً للمعهد الوطني للإحصاء الإسباني).
| 136 | 141 | 142 | 169 | 185 | 185 | 197 |